# ワーキントンAFC
ワーキントン・アソシエーション・フットボールクラブ（Workington Association Football Club）はイングランド、カンブリア州、ワーキントンを本拠地とするサッカークラブチームである。2017-2018シーズンはノーザンプレミアリーグ・プレミアディヴィジョン（7部相当）に所属。
1976-77シーズンまではフットボールリーグに所属していた。1965-66シーズンの3部リーグ5位がクラブの歴代最高記録である。

## タイトル

### 国内タイトル
- ノースウェスト・カウンティーズリーグ・ファーストディヴィジョン:1回

1998-1999
- ノーザンプレミアリーグ・プレジデンツカップ:1回

1984
- ノースイースタン・チャレンジカップ:2回

1935,1937
- カンバーランド・カウンティーカップ:23回

1887,1888,1889,1890,1891,1896,1897,1898
1899,1907,1908,1910,1925,1935,1937,1938
1950,1954,1968,1986,1996,2000,2007
- ノーザンプレミアリーグ・フェアプレーアワード:1回

2000-2001

### 国際タイトル
- なし

## 歴代監督
- ビル・シャンクリー 1954-1955
- キース・バーキンショー 1964-1965

## 歴代所属選手
- キース・バーキンショー 1957-1965
- グレン・マレー 2002-2004